# Rengårdstjärnen (Umeå socken, Västerbotten)
Rengårdstjärnen är en sjö i Umeå kommun i Västerbotten och ingår i Tavelåns huvudavrinningsområde.